# Onthophagus necrophagus
Onthophagus necrophagus là một loài bọ cánh cứng trong họ Bọ hung (Scarabaeidae).